# Italië op de Olympische Winterspelen 1924
Tijdens de Olympische Winterspelen van 1924 die in Chamonix, Frankrijk werden gehouden nam Italië deel en was hierdoor een van de zestien landen die aan deze eerste Olympische winterspelen deel nam.
Er werden 34 deelnemers in zes takken van sport door Italië ingeschreven. Er namen 23 deelnemers in vier takken van sport deel. De Italiaanse delegatie wist geen medailles te winnen.

## Deelnemers en resultaten

### Bobsleeën
| Olympiër                                                                        | Discipline  | Resultaat | Prestatie                                       |
| ------------------------------------------------------------------------------- | ----------- | --------- | ----------------------------------------------- |
| Massimo Fink Paolo Herbert Lodovico Obexer Giuseppe Steiner Aloise Trenker      | 4/5-mansbob | 6e        | 7.15,41 (1.53,00 / 1.49,69 / 1.48,73 / 1.43,99) |
| Adolfo Bocchi Leonardo Bonzi Alfredo Spasciani Luigi Tornielli Alberto Visconti | 4/5-mansbob | dnf       | niet gefinisht (4.08,44 / 2e run niet gestart)  |

De reserves P. Guiglione, A. Muggiani, P. Sanmartino en F. Silbernagel kwamen niet in actie.

### Langlaufen
| Olympiër          | Discipline  | Resultaat | Prestatie       |
| ----------------- | ----------- | --------- | --------------- |
| Antonio Herin     | 18 km       | 13e       | 1:33.06         |
| Daniele Pellisier | 18 km       | 15e       | 1:33.30         |
| Achille Bachero   | 18 km       | 21e       | 1:36.03         |
| Enrico Colli      | 18 km 50 km | 12e 9e    | 4:10.50 1.26.32 |
| Giuseppe Ghedina  | 50 km       | 10e       | 4:27.48         |
| Vincenzo Colli    | 50 km       | 11e       | 4:31.34         |
| Benigno Ferrera   | 50 km       | 13e       | 4:45.29         |

### Militaire patrouille
| Olympiër                                              | Discipline  | Resultaat | Prestatie      |
| ----------------------------------------------------- | ----------- | --------- | -------------- |
| Piero Dente Albino Bich Goffredo Lagger Paolo Francia | mannen team | dnf       | niet gefinisht |

De reserves G. Demetz, M. Donati, G. Sandrini en A.T. Volla kwamen niet in actie.

### Schansspringen
| Olympiër      | Discipline | Resultaat | Prestatie                      |
| ------------- | ---------- | --------- | ------------------------------ |
| Luigi Faure   | mannen     | 17e       | 14.01 punten (34,00 + 35,50 m) |
| Mario Cavalla | mannen     | 19e       | 12.60 punten (32,00 + 32,50 m) |

De beide ingeschreven schansspringers I. Demenego en P. Imboden namen niet aan de wedstrijd deel.
De schaatser G. Locatelli en de bij de noordse combinatie ingeschreven P. Imboden namen niet aan de spelen deel.
België · Canada · Finland · Frankrijk · Groot-Brittannië · Hongarije · Italië · Joegoslavië · Letland · Noorwegen · Oostenrijk · Polen · Tsjecho-Slowakije · Verenigde Staten · Zweden · Zwitserland